# Fritz Soldmann

Fritz Soldmann spricht am 18. November 1918 auf dem Roßmarkt in Schweinfurt

Fritz Soldmann (* 8. März 1878 in Lübeck; † 31. Mai 1945 in Wernrode) war ein deutscher Politiker der USPD, sowie später der SPD.

## Leben und Wirken

### 1878 bis 1933
Soldmann wurde als Sohn eines Schneiders geboren. Nach dem Besuch der Volksschule erlernte er den Beruf eines Schuhmachers. Nach dem Ende der Gesellenwanderung trat er 1897 der SPD und den freien Gewerkschaften bei. Seit 1903 in Schweinfurt lebend, engagierte er sich dort 1905 beim Schuhmacherverband. Zwischen 1905 und 1909 war er Vorsitzender des Gewerkschaftskartells. Ab 1913 war Soldmann Angestellter der Schweinfurter AOK und zwischen 1914 und 1933 deren nebenamtlicher Vorsitzender. Im Jahr 1914 wurde er Arbeitersekretär. Zwischen 1915 und 1917 nahm er als Soldat am Ersten Weltkrieg teil. Im Jahr 1917 trat er von der SPD zur USPD über. Zwischen 1912 und 1919 war Soldmann Gemeindebevollmächtigter in Schweinfurt.
Während der Novemberrevolution war er zweiter Vorsitzender der Arbeiter-, Bauern- und Soldatenräte Bayerns. Im April 1919 wurde er in der Bayerischen Räterepublik Volksbeauftragter für das Innere in München. Er gehörte zu den 13 Verschleppten des gegen die Räterepublik gerichteten Palmsonntagsputsches vom 13. April 1919. Der Putsch scheiterte zwar am Widerstand der im Aufbau befindlichen Roten Armee unter dem Kommando des kommunistischen Matrosen Rudolf Egelhofer, jedoch blieb Soldmann vorerst weiter in Haft, da die Revolutionäre keinen Zugriff auf die Haftorte hatten. Nach der Anfang Mai 1919 erfolgten endgültigen Zerschlagung der Räterepublik durch Freikorps und Reichswehrverbände wurde Soldmann für drei Monate interniert. Nach seiner Entlassung wurde er Landessekretär der USPD in Bayern und amtierte bis 1933 als Stadtrat und Bürgermeister in Schweinfurt. Seit 1922 wieder Mitglied der SPD, setzte er sich insbesondere für die Verbesserung der Lebenssituation von Erwerbslosen ein und war ein vehementer Befürworter der Einführung einer Arbeitslosenversicherung.
Bei den Reichstagswahlen im Juni 1920 wurde Soldmann als Kandidat der USPD für den Wahlkreis 29 (Franken) in den Reichstag gewählt, dem er zunächst bis 1924 angehörte. 1922, noch während der ersten Legislaturperiode der Weimarer Republik, kehrte Soldmann zur SPD zurück. Im Reichstag trat er zu dieser Zeit in die SPD-Fraktion über. Ferner begann Soldmann ab 1922 für die SPD als Landesparteisekretär in Bayern zu arbeiten, ehe er von 1924 bis 1933 abermals als Arbeitersekretär in Schweinfurt amtierte. Bei den Reichstagswahlen im Juli 1932 wurde Soldmann erneut in den Reichstag gewählt, dem er in der Folge bis ins Jahr 1933 als Abgeordneter der SPD für den Wahlkreis 26 (Franken) angehörte.

### Zeit des Nationalsozialismus
Nach der nationalsozialistischen Machtergreifung sah sich Soldmann als prominenter Sozialdemokrat der Verfolgung durch die neuen Machthaber ausgesetzt. Obwohl Soldmanns Parlamentsmandat bei den Reichstagswahlen vom März 1933 bestätigt wurde, wurde er noch im selben Monat ungeachtet seiner Immunität als Parlamentarier in „Schutzhaft“ genommen und konnte deshalb an der Abstimmung über das Ermächtigungsgesetz vom 24. März 1933, das die juristische Grundlage für die Errichtung der NS-Diktatur bildete, nicht mehr teilnehmen.
In den folgenden Monaten kam Soldmann über mehrere Stationen ins Konzentrationslager Dachau. Nach seiner Entlassung wechselte er mehrere Male seinen Wohnsitz. Zuletzt lebte er in Erfurt, wo er als Vertreter für Tabakwaren arbeitete. Seine berufsbedingte Reisetätigkeit nutzte er für das Knüpfen illegaler Kontakte. Nach einer Denunziation wurde bei ihm 1936 belastende Literatur gefunden und es folgte eine Anklage wegen Hochverrats und der „Verächtlichmachung der Reichsregierung“. Das Verfahren wurde von einem Sondergericht in Schweinfurt aufgehoben. Dennoch blieb Soldmann bis 1937 in Haft. Nach seiner Entlassung arbeitete er in einem Kaufhaus in Gräfendorf. Die Gestapo stufte ihn jedoch nach wie vor als potentiell gefährlich ein. Er stand im Verdacht, an Widerstandsaktivitäten teilzunehmen.
Im Rahmen der Kriegs-Sonderaktion wurde er im September 1939 erneut verhaftet und bis ins Frühjahr 1941 im KZ Sachsenhausen gefangen gehalten. Im Zuge der Aktion Gitter wurde er im August 1944 abermals verhaftet. Über verschiedene Zwischenstationen kam er ins KZ Buchenwald, wo er die Befreiung aus der Gefangenschaft erlebte. Er starb wenige Wochen später an den Folgen der Haftzeit.

## Gedenken

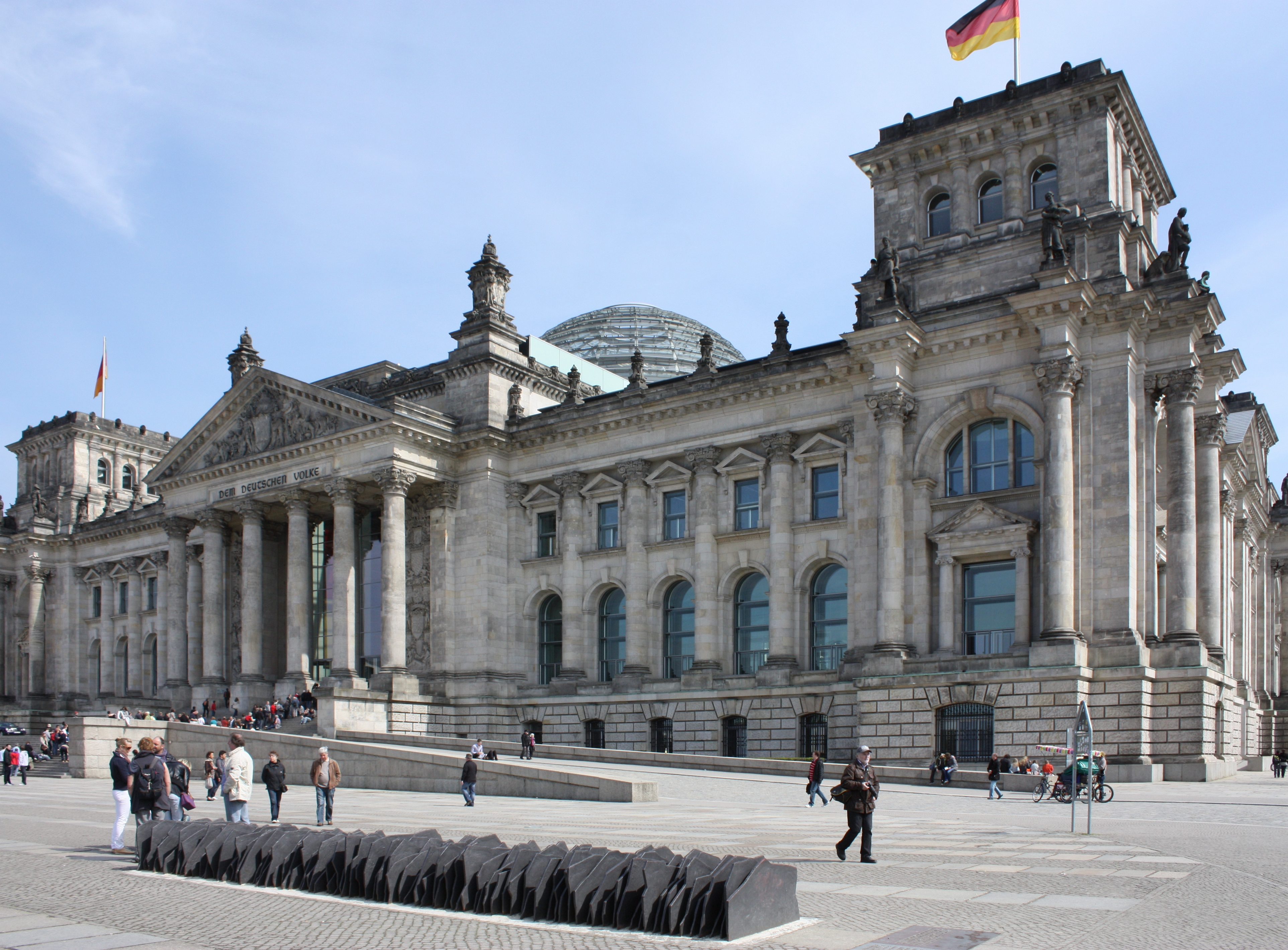
Gedenktafeln am Reichstag

Gedenktafel für Fritz Soldmann am ehemaligen Gewerkschaftshaus in Schweinfurt an der Luitpoldstraße

In Schweinfurt ist eine Straße nach Soldmann benannt. Ferner erinnern Gedenktafeln an Soldmann eine in Schweinfurt und eine in Berlin, die Teil des Denkmals zur Erinnerung an 96 von den Nationalsozialisten ermordete Reichstagsabgeordnete am Platz der Republik ist.